# In the still of the night (single van Jack Jersey)
In the still of the night is de tweede hitsingle in 1974 van Jack Jersey. Het is afkomstig van zijn album In the still of the night. Jersey bleef met deze single qua stijl dicht in de buurt van zijn grote voorbeeld Elvis Presley. Deze single was de aanleiding voor de uitnodiging om in Nashville een live-recordingelpee (I wonder) op te nemen met het achtergrondkoor van Elvis Presley, The Jordanaires, in 1974.
In de Evergreen Top 1000 van 2017, Radio 5, staat In the still of the night genoteerd op nummer 726.
De B-kant werd gevormd door Mary geschreven door Jack de Nijs (alias Jack Jersey) en Jacques Verburgt, die ook gitaar speelde in de begeleidingsband van Jersey.

## Lijsten

### Nederlandse Top 40
| Hitnotering: week 15/1974 t/m 25/1974 | Hitnotering: week 15/1974 t/m 25/1974 | Hitnotering: week 15/1974 t/m 25/1974 | Hitnotering: week 15/1974 t/m 25/1974 | Hitnotering: week 15/1974 t/m 25/1974 | Hitnotering: week 15/1974 t/m 25/1974 | Hitnotering: week 15/1974 t/m 25/1974 | Hitnotering: week 15/1974 t/m 25/1974 | Hitnotering: week 15/1974 t/m 25/1974 | Hitnotering: week 15/1974 t/m 25/1974 | Hitnotering: week 15/1974 t/m 25/1974 | Hitnotering: week 15/1974 t/m 25/1974 | Hitnotering: week 15/1974 t/m 25/1974 |
| Week:                                 | 1                                     | 2                                     | 3                                     | 4                                     | 5                                     | 6                                     | 7                                     | 8                                     | 9                                     | 10                                    | 11                                    |                                       |
| ------------------------------------- | ------------------------------------- | ------------------------------------- | ------------------------------------- | ------------------------------------- | ------------------------------------- | ------------------------------------- | ------------------------------------- | ------------------------------------- | ------------------------------------- | ------------------------------------- | ------------------------------------- | ------------------------------------- |
| Positie:                              | 29                                    | 14                                    | 10                                    | 9                                     | 7                                     | 6                                     | 7                                     | 10                                    | 17                                    | 29                                    | 39                                    |                                       |

### NederlandseSingle Top 100
| Hitnotering: 30-03-1974t/m 14-06-1974 | Hitnotering: 30-03-1974t/m 14-06-1974 | Hitnotering: 30-03-1974t/m 14-06-1974 | Hitnotering: 30-03-1974t/m 14-06-1974 | Hitnotering: 30-03-1974t/m 14-06-1974 | Hitnotering: 30-03-1974t/m 14-06-1974 | Hitnotering: 30-03-1974t/m 14-06-1974 | Hitnotering: 30-03-1974t/m 14-06-1974 | Hitnotering: 30-03-1974t/m 14-06-1974 | Hitnotering: 30-03-1974t/m 14-06-1974 | Hitnotering: 30-03-1974t/m 14-06-1974 | Hitnotering: 30-03-1974t/m 14-06-1974 | Hitnotering: 30-03-1974t/m 14-06-1974 |
| Week:                                 | 1                                     | 2                                     | 3                                     | 4                                     | 5                                     | 6                                     | 7                                     | 8                                     | 9                                     | 10                                    | 11                                    |                                       |
| ------------------------------------- | ------------------------------------- | ------------------------------------- | ------------------------------------- | ------------------------------------- | ------------------------------------- | ------------------------------------- | ------------------------------------- | ------------------------------------- | ------------------------------------- | ------------------------------------- | ------------------------------------- | ------------------------------------- |
| Positie:                              | 25                                    | 18                                    | 16                                    | 12                                    | 9                                     | 5                                     | 5                                     | 6                                     | 8                                     | 12                                    | 24                                    | uit                                   |

### BRT Top 30
| Hitnotering: 06-04-1974 t/m 09-08-1974 | Hitnotering: 06-04-1974 t/m 09-08-1974 | Hitnotering: 06-04-1974 t/m 09-08-1974 | Hitnotering: 06-04-1974 t/m 09-08-1974 | Hitnotering: 06-04-1974 t/m 09-08-1974 | Hitnotering: 06-04-1974 t/m 09-08-1974 | Hitnotering: 06-04-1974 t/m 09-08-1974 | Hitnotering: 06-04-1974 t/m 09-08-1974 | Hitnotering: 06-04-1974 t/m 09-08-1974 | Hitnotering: 06-04-1974 t/m 09-08-1974 | Hitnotering: 06-04-1974 t/m 09-08-1974 | Hitnotering: 06-04-1974 t/m 09-08-1974 | Hitnotering: 06-04-1974 t/m 09-08-1974 | Hitnotering: 06-04-1974 t/m 09-08-1974 | Hitnotering: 06-04-1974 t/m 09-08-1974 | Hitnotering: 06-04-1974 t/m 09-08-1974 | Hitnotering: 06-04-1974 t/m 09-08-1974 | Hitnotering: 06-04-1974 t/m 09-08-1974 | Hitnotering: 06-04-1974 t/m 09-08-1974 |
| Week:                                  | 1                                      |                                        | 2                                      | 3                                      | 4                                      | 5                                      | 6                                      | 7                                      | 8                                      | 9                                      | 10                                     | 11                                     | 12                                     | 13                                     | 14                                     |                                        | 15                                     |                                        |
| -------------------------------------- | -------------------------------------- | -------------------------------------- | -------------------------------------- | -------------------------------------- | -------------------------------------- | -------------------------------------- | -------------------------------------- | -------------------------------------- | -------------------------------------- | -------------------------------------- | -------------------------------------- | -------------------------------------- | -------------------------------------- | -------------------------------------- | -------------------------------------- | -------------------------------------- | -------------------------------------- | -------------------------------------- |
| Positie:                               | 29                                     | x                                      | 29                                     | 5                                      | 3                                      | 4                                      | 3                                      | 4                                      | 5                                      | 5                                      | 2                                      | 2                                      | 5                                      | 13                                     | 13                                     | x                                      | 19                                     | uit                                    |

### NPO Radio 2 Top 2000
In the still of the night stond alleen in 1999 in de NPO Radio 2 Top 2000, op plek 1854.